# سارة بارينجر غوردون
سارة بارينجر غوردون (بالإنجليزية: Sarah Barringer Gordon)‏ هي مؤرخة أمريكية، ولدت في 5 مارس 1955.